# Pep Team
El Pep Team és el nom amb què es coneix el Futbol Club Barcelona entre les temporades 2008-09 i 2011-12 dirigit per Pep Guardiola. Sent el màxim estendard el jugador argentí Lionel Messi, ja que la seva arribada a la institució va ser la que va marcar l'esdevenir del club. Un dels millors.
Alguns dels integrants més coneguts i emblemàtics d'aquesta etapa van ser també l'argentí Lionel Messi, el català Xavi Hernández, l'espanyol Andrés Iniesta, el català Sergio Busquets i el català Gerard Piqué, entre d'altres, permetent que el club aixequés durant els quatre anys des de l'arribada del Pep Guardiola un total de catorze trofeus, entre els quals destaquen les ja esmentades dos copes d'Europa, dos Mundial de Clubs i tres lligues.

## Resultats

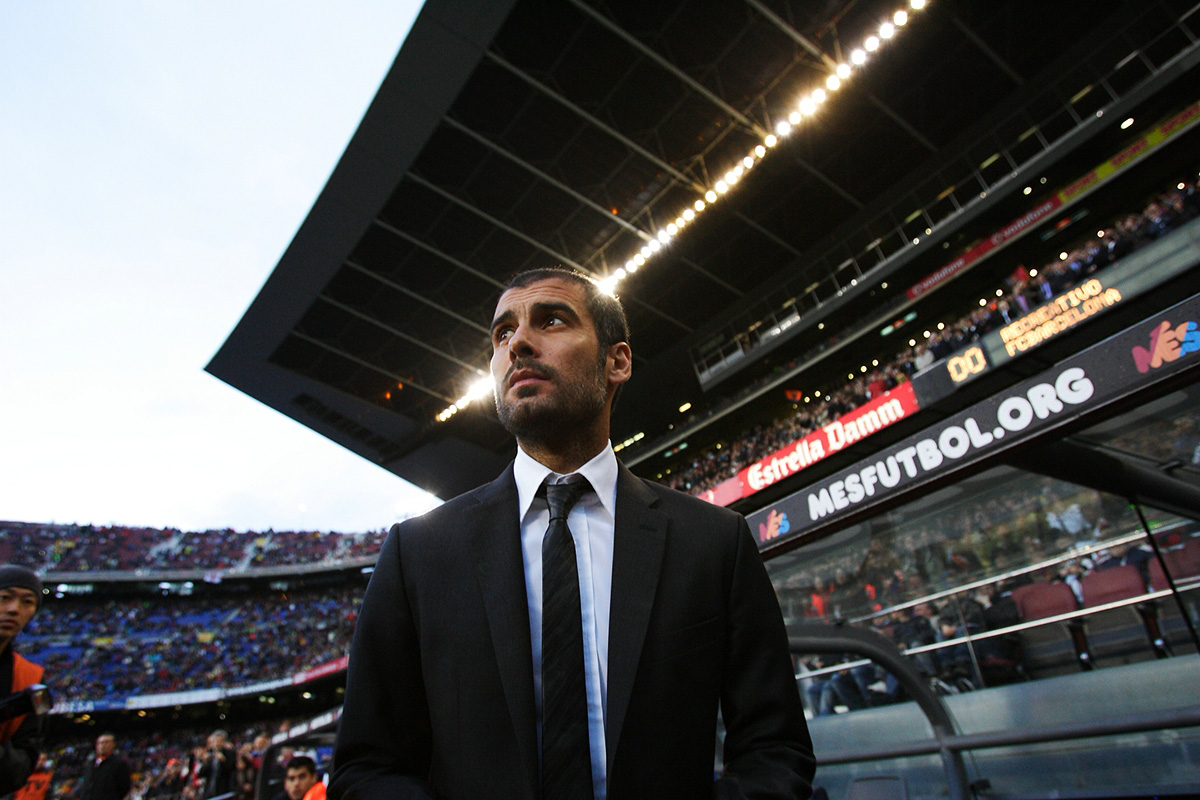
Josep Guardiola, abans d'un partit al Camp Nou. 2009.

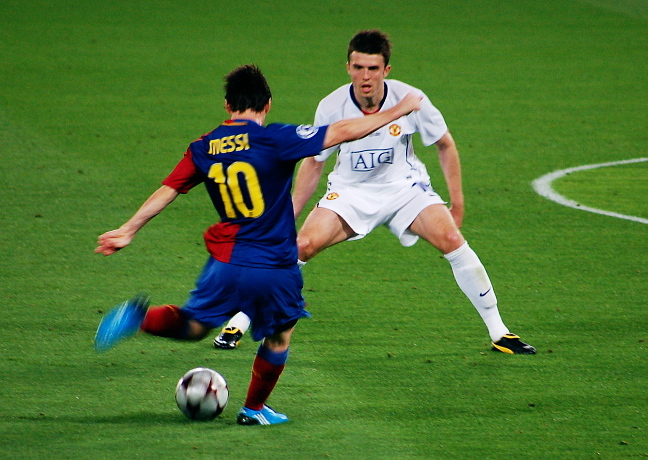
Messi en la final de la Champions contra el Manchester United FC, 2009

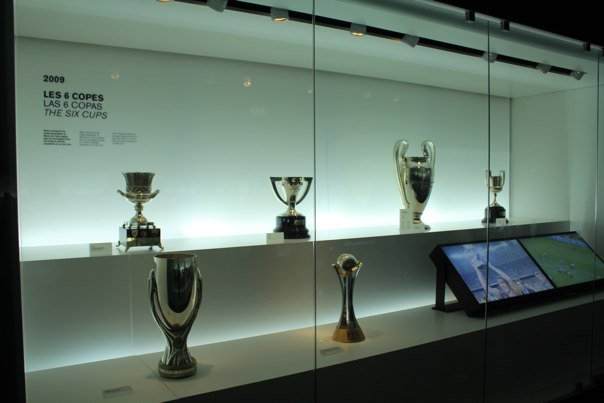
Imatge de les 6 copes aconseguides pel FC Barcelona durant l'any 2009.

De cara a la temporada 2008-09, tot i que Laporta valorà la possibilitat de convèncer Johann Cruyff perquè lideràs la transició de l'equip, finalment l'holandès rebutjà i aconsellà la contractació de Josep Guardiola, antic jugador i capità del Barça, com a entrenador del primer equip, malgrat acreditar només una curta experiència com a entrenador en l'equip filial. Tanmateix, Guardiola canvia totalment la moral i l'esperit de superació del col·lectiu i el Barça aconsegueix una bellesa en el joc i uns èxits esportius que el situen a primera línia mediàtica a tot el món.
El Barça guanya la primera Copa del Rei de la dècada, en superar l'Athletic Club de Bilbao per 4 gols a 1, i pocs dies després guanya la Lliga, assolint un rècord històric de punts i materialitzant una victòria històrica vers el Reial Madrid al Santiago Bernabéu, al qual derrota per un resultat final de 2 gols a 6. Per fer el seu primer triplet, el Barça aconsegueix la seva tercera Lliga de Campions, derrotant contundentment l'Olímpic de Lió, el FC Bayern de Múnic i, per gol-average i amb un gol de llegenda d'Iniesta en temps afegit, el Chelsea Football Club en eliminatòries prèvies, i fa allò que alguns creien "impossible": destronar el Manchester United FC del tron futbolístic europeu. El dia 27 de maig de 2009, a l'Estadi Olímpic de Roma, el millor Barça de tots els temps conquereix la tercera Lliga de Campions per 2 a 0, amb gols d'Eto'o i Messi, davant el Manchester United FC. Aconsegueix així fer història amb un triplet, el primer que aconsegueix un equip de la lliga espanyola i el cinquè equip d'Europa en fer-ho (Cèltic de Glasgow 1967, Ajax d'Amsterdam 1972, PSV Eindhoven 1988 i Manchester United FC 1999). A més, el Barcelona es va proclamar campió d'Europa comptant entre les seves files amb set jugadors del planter titulars a la final. L'equip de Pep Guardiola, a més d'alçar-se amb els tres principals títols, va aconseguir superar les gestes del «Dream Team» quant a xifres aconseguides a la Lliga, batent diversos rècords de gols, partits guanyats com a visitant, etc.
La temporada 2009-10 s'inicia amb la marxa de Samuel Eto'o a l'Inter de Milà i l'arribada de Zlatan Ibrahimović, comprat per 66,0 milions d'euros a l'Inter, i amb les victòries del Barça a l'agost tant a la Supercopa d'Espanya a l'imposar-se a l'Athletic Club en tots dos partits com a la Supercopa d'Europa en vèncer el FC Xakhtar Donetsk per 1-0.
L'1 de desembre de 2009 Lionel Messi guanya la seva primera Pilota d'Or (com a millor jugador) i Xavi Hernández la de Bronze.
El 19 de desembre de 2009 el "Barça de les 6 Copes" guanya a Abu Dhabi el Campionat del Món de Clubs derrotant l'Estudiants de La Plata per 2-1, l'únic títol que mancava al museu del club i amb el qual es tanca un any històric durant el qual es conquereixen tots els títols possibles, una fita mai assolida per cap altre club al món. El Barça de Guardiola va aconseguir el maig del 2010 la seva segona Lliga consecutiva, amb un total de 99 punts, xifra que cap altre club havia arribat abans.

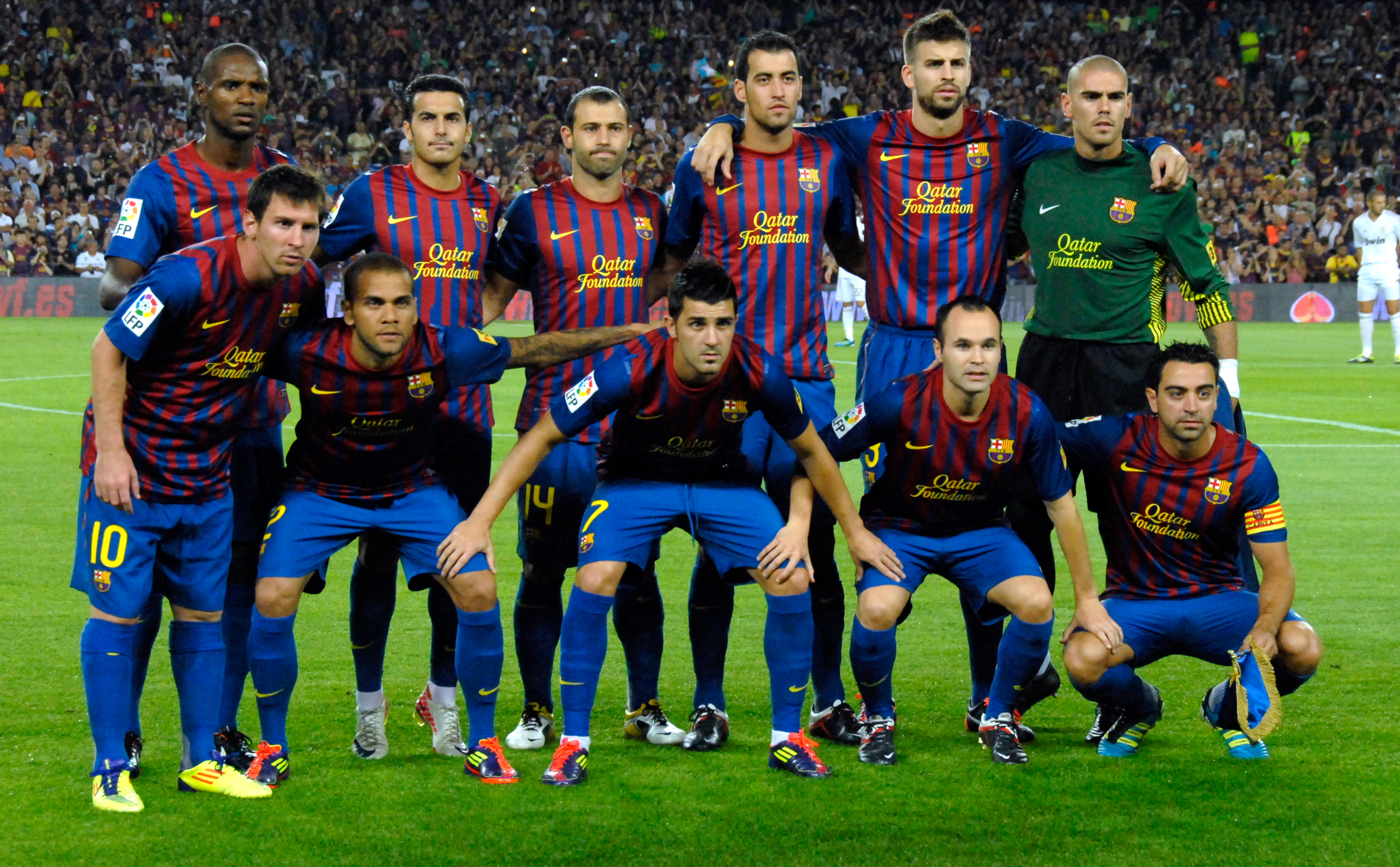
L'onze titular de la final de la Supercopa d'Espanya, 2011

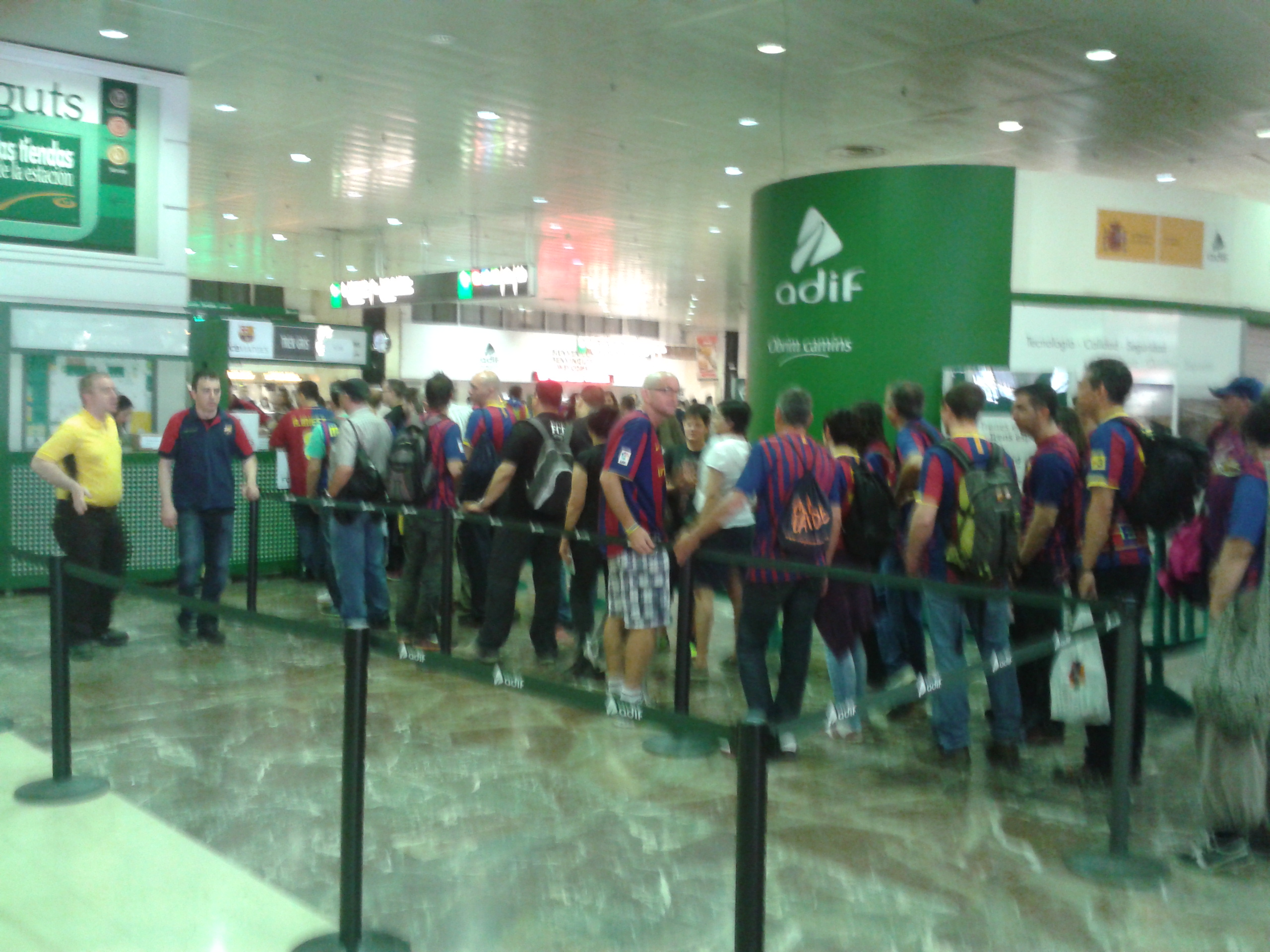
Seguidors del FC Barcelona es preparen per anar a Madrid per seguir en directe la final de la Copa del Rei de 2012

La temporada 2010-11 el FC Barcelona oficialitza la cessió del davanter suec Zlatan Ibrahimović a l'AC Milan amb una opció de compra obligatòria per 24 milions d'euros. A canvi, el FC Barcelona fitxa el davanter asturià David Villa, comprat al València CF per 45 milions d'euros. Aquesta temporada el FC Barcelona guanya la Supercopa d'Espanya, la Lliga i la quarta Lliga de Campions, derrotant a les semifinals el Reial Madrid amb dos gols de Messi al Bernabéu i de Pedro al Camp Nou. A més, el 10 de gener de 2011 Lionel Messi guanya la seva segona Pilota d'Or consecutiva (com a millor jugador), Andrés Iniesta la Pilota de Plata i Xavi Hernández la de Bronze, completant un podi de jugadors tots formats a la Masia.
L'11 de juliol de 2010, la selecció espanyola va guanyar la final de la Copa del Món alineant set jugadors del Barcelona a l'equip titular, sis d'ells formats a La Masia.
El 5 de febrer de 2011 l'equip va aconseguir un nou rècord en arribar a aconseguir el setzè triomf consecutiu a la Lliga, davant de l'Atlètic de Madrid, arribant a superar el del Reial Madrid que va arribar a tenir quinze victòries seguides durant la temporada 1960-61.98. El 2 de març del 2011, el Barcelona arriba a aconseguir un altre rècord històric en arribar a vèncer el València, aquesta victòria aconseguida li permetria assolir els vint partits invictes fora de casa arribant a superar el rècord de l'equip de la Reial Societat el qual havia aconseguit a la temporada 1978-79, dinou trobades sense perdre.
El dia 28 de maig de 2011, el Barça torna 19 anys després a l'Estadi de Wembley de Londres, on va guanyar el 1992 la primera Copa d'Europa de la història del club. El Barça guanya la quarta Lliga de Campions davant del Manchester United FC, repetint així la final del 2009 Lliga de Campions, amb un resultat final de 3 a 1 amb gols de Pedro, Messi i David Villa i el gol de l'honor del Manchester United FC de Wayne Rooney. Amb aquesta quarta Lliga de Campions, Josep Guardiola entra a la història del futbol com l'entrenador més jove en guanyar dues Champions Leagues.
La temporada 2010-11 el FC Barcelona també aconsegueix a la Lliga un marcador històric en guanyar, el 28 de novembre de 2010, per 5 gols a 0 el Reial Madrid de José Mourinho, amb gols de Xavi, Pedro, Jeffren i dos de David Villa.
La temporada 2011-12 és l'última de Josep Guardiola com a entrenador del Barça. El FC Barcelona va aconseguir al principi la temporada la Supercopa d'Espanya contra el Reial Madrid que va guanyar: 2-2 al Santiago Bernabéu i 3-2 al Camp Nou.
El 25 d'agost de 2011, el FC Barcelona guanya la seva quarta Supercopa d'Europa en guanyar a la final al FC Porto per 2 a 0, amb gols de Messi i Cesc Fàbregas, el nou fitxatge del club.
El 18 de desembre de 2011, el FC Barcelona guanya per segona vegada a la seva història el Campionat del Món de Clubs en derrotar a les semifinals a l'Al-Sadd de Qatar per 4 a 0 i a la final al Santos de Brasil per 0 a 4, amb gols de Lionel Messi (2), Cesc Fàbregas i Xavi Hernández. Així doncs, Guardiola es converteix en l'únic entrenador de la història del FC Barcelona en guanyar dos Campionats del Món de Clubs. A més a més, el 9 de gener de 2012 Lionel Messi guanya la seva tercera Pilota d'Or consecutiva (com a millor jugador), Xavi Hernández la Pilota de Plata i Neymar la de Bronze.
El dia 27 d'abril del 2012, després que l'equip caigui eliminat contra el Chelsea Football Club en semifinals de la Champions League, Pep Guardiola anuncia en roda de premsa que no seguirà la temporada següent.
El dilluns 7 de maig del 2012, el FC Barcelona rep 7 premis de la IFHHS (Federació Internacional d'Història i Estadística de Futbol) per Millor Equip Europeu, Millor Equip Mundial de l'última dècada, Millor Entrenador d'un club del 2011 (Pep Guardiola), Millor Organitzador (Xavi Hernández) i Millor Golejador (Lionel Messi).
El 25 de maig del 2012 després de la consecució de la Copa del Rei per 3-0 contra l'Athletic Club de Bilbao a l'Estadi Vicente Calderón, es tancava l'era Guardiola amb catorze títols guanyats de divuit possibles.

## Jugadors
A continuació es llisten per demarcació els jugadors titulars a cadascuna de les temporades.
|              |              | Porter          |                  |                  |
| Lateral dret | Central dret |                 | Central esquerre | Lateral esquerre |
|              | Mig dret     | Mig-centre      | Mig esquerre     |                  |
| Extrem dret  |              | Davanter centre |                  | Extrem esquerre  |
| Entrenador:  |              |                 |                  |                  |

## Palmarès
- 3 Campionats de Lliga espanyola:
  - 2008-2009, 2009-2010, 2010-2011
- 2 Lligues de Campions de la UEFA:
  - 2008-09, 2010-11
- 2 Copes del Rei:
  - 2008-09, 2011-12
- 2 Supercopes d'Europa: 
  - 2009, 2011
- 3 Supercopes d'Espanya:
  - 2009, 2010, 2011
- 2 Campionats del Món de Clubs:
  - 2009, 2011